# Sören Wibe
Sören Axel Wibe (* 8. Oktober 1946 in Östersund; † 29. Dezember 2010) war ein schwedischer Wirtschaftswissenschaftler und euroskeptischer Politiker.

## Leben
Wibe war von 1995 bis 1999 Mitglied des Europäischen Parlaments für die schwedischen Sozialdemokraten und von 2002 bis 2006 Mitglied des Schwedischen Reichstags. Seit dem 6. Juli 2008 war er Parteivorsitzender der schwedischen Juniliste. Im Januar 2009 wurde er zum Präsidenten der europäischen Partei EUDemokraten – Allianz für ein Europa der Demokratien gewählt, einem Zusammenschluss von politischen Bewegungen aus 15 europäischen Staaten.
Sören Wibe war zuletzt Professor der Wirtschaftswissenschaften an der Universität Umeå. Er war einer der prominentesten EU-Kritiker in der Sozialdemokratischen Partei Schwedens. Im April 2008 trat er aus der Partei aus und nannte einige gebrochene Zusagen zu EU-Fragen und Urteilen des Europäischen Gerichtshofs als Grund, die nach seiner Ansicht die Position der Gewerkschaften und das Streikrecht in Schweden einschränken würden. Wibe beteiligte sich auch aktiv an der European No Campaign gegen den Vertrag über eine Verfassung für Europa.
Kurz nach seinem Austritt aus der Sozialdemokratischen Partei wurde er zu einem der beiden Vorsitzenden der neu gegründeten Juniliste gewählt, gemeinsam mit Annika Eriksson. Im Januar 2009 trat Eriksson von ihrem Posten zurück, seither führte Wibe die Partei allein und war auch deren Spitzenkandidat zur Europawahl 2009.
Sören Wibe starb am 29. Dezember 2010 nach kurzer Krankheit im Alter von 64 Jahren.